# Wilhelm Moritz Keferstein
Wilhelm Moritz Keferstein, född den 7 juni 1833 i Winsen (Hannover), död den 25 januari 1870 i Göttingen, var en tysk zoolog. 
Keferstein, som var professor i zoologi i Göttingen, utgav ett flertal arbeten rörande de lägre havsdjurens morfologi. Hans värdefullaste verk är bearbetningen av snäckdjuren i Bronns samlingsverk "Klassen und Ordnungen des Tierreichs" (1862-66).